# 381048 Werber
381048 Werber este o planetă minoră (asteroid) din centura de asteroizi. A fost descoperită pe 17 noiembrie 2006 la Nogales de Jean-Claude Merlin⁠(d). 
Obiectul prezintă o orbită caracterizată de o semiaxă mare de 2,2825628735267 UAi, o excentricitate de 0,15344308778506, o înclinație de 0,38344074257274 ° în raport cu ecliptica.